# Pallenopsis mauii
Pallenopsis mauii is een zeespin uit de familie Pallenopsidae. De soort behoort tot het geslacht Pallenopsis. Pallenopsis mauii werd in 1958 voor het eerst wetenschappelijk beschreven door Clark. 